# Staatliche Pädagogische Universität Gori
Die Staatliche Pädagogische Universität Gori, auch: Lehruniversität Gori, (georgisch გორის სახელმწიფო სასწავლო უნივერსიტეტი) ist eine 2007 gegründete Universität in Gori, der Hauptstadt der Region Innerkartlien in Zentralgeorgien.

## Geschichte
Vorläufer war ein Lehrerseminar, das am 12. September 1876 in Gori gegründet wurde. Im August 1935 wurde eine Hochschule mit einem zweijährigen Ausbildungsprogramm gestartet und 1939 als „Staatliches Pädagogisches Institut Nikolos Barataschwili“ in Gori mit vierjährigen Studienprogrammen fortgeführt. 1985 wurde die Hochschule reformiert und in „Staatliches Ökonomisches Institut Gori“ umbenannt. 1997 erfolgte die Neufirmierung als „Staatliches Ökonomisch-Geisteswissenschaftliches Institut Gori“. Am 16. Juli 1999 erlangte die Hochschule den Status einer Universität.
Das „Staatliche Pädagogische Institut Zchinwali“ wurde 1932 in Zchinwali gegründet. Zunächst lediglich als Agrarwissenschaftliche Fakultät folgten weitere pädagogische und wissenschaftliche Abteilungen. Nach dem Georgisch-Ossetischen Konflikt 1991 wurde der Sitz der Hochschule nach Gori verlagert. Am 16. Juni 2000 erlangte die Hochschule den Status einer Universität.

## Organisation
Die Hochschule ist seit 2007 ein Zusammenschluss der beiden Institute LEoPL – Staatliche Universität Gori und LEoPL – Staatliche Universität Zchinwali mit Regierungsbeschluss #176 vom 22. August 2007. 2011/12 erfolgte eine Reorganisation und Neufirmierung als „Staatliche Pädagogische Universität Gori“.

### Fakultäten
Im Jahr 2019 verfügte die Universität über folgende drei Fakultäten:
- Geisteswissenschaften
- Sozial-, Wirtschafts- und Rechtswissenschaften
- Pädagogische Fakultät und Naturwissenschaften